# Várpalota
Várpalota (historicky německy Burgschloß) je město v Maďarsku ve Vesprémské župě v okrese Várpalota. Nachází se 20 km západně od Székesfehérváru a 46 km jižně od Tatabánye v západní části země, nedaleko Chráněné krajinné oblasti Magas-Bakony. 
Má rozlohu 77,26 km² a v roce 2013 zde žilo 20 307 obyvatel.

## Název
Maďarský název města doslova znamená hrad a palác (vár- a palota). Do němčiny byl dosloval přeložen jako Burgschloß.

## Historie
Oblast byla osidlována už za doby římské a doby stěhování národů. Svědčí o tom četné nálezy mohyl, náhrobků a římské keramiky.
Ve středověku se Várpalota stala prosperujícím města. V roce 1445 je zaznamenána latinská podoba názvu Castrum Palata. Nejvýznamnější památkou z tohoto období je várpalotský hrad nazývaný také jak Thuryho hrad podle dřívějšího velitele Györgye Thuryho. Nachází se v centru města a byl postavený ve 14. století. V průběhu staletí podstoupil několik přestaveb.
V 18. století malé městečko s tržními právy[zdroj?] hospodářsky prosperovalo. Postaveno zde bylo několik barokních staveb, především kostelů.
V roce 1903 zde bylo objeveno uhlí. Jeho těžbu inicioval německý šlechtic, který sem také pozval profesionální horníky. V meziválečném období byla uskutečněna industrializace města. Postaveny byly také chemické závody. Stát štědře rozvoj města podporoval. 
V moderní době bylo město významné také díky těžbě ropy. Proto bylo město centrem těžkých bojů během druhé světové války, neboť zde Němci nechtěli zdroje (ropu a rafinérii) přenechat postupující Rudé armádě. Soustředili zde proto své vojsko a očekávali příchod Rudé armády. Střety zde nakonec trvaly celých šest týdnů.
Během socialistické éry se Várpalota stala naopak městem výrazně hornickým. Těžba ropy byla od 60. let 20. století utlumena, v okolí Várpaloty však vyrostly povrchové hnědouhelné doly, tepelná elektrárna (Elektrárna Inota) a hliníkárna. Celý sever Várpaloty byl přestavěn jako panelová sídliště. 
V současné době jsou však doly zavřeny. Stejně jako řada dalších středo- a východoevropských měst, které byly orientovány na těžký průmysl nebo těžbu uhlí (např. Katowice nebo Ostrava) trpí i Várpalota strukturálně ekonomickými problémy, které přetrvávají až do 21. století. Kompletní útlum těžby byl uskutečněn na podzim roku 1992. Zaniklo na čtyři tisíce pracovních míst. Některé navazující aktivity na provoz dolu byly v činnosti až do roku 2004, než také zanikly (jednalo se např. o dopravní služby, stavebnictví, opravy aj.) Dnes řada lidí dojíždí za prací do okolních měst, např. Veszprém nebo Székesfehérvár. S finanční pomocí Japonska byla opravena místní infrastruktura, především vodovody tak, aby nedocházelo k poškozování pitné vody. Upravena byla rovněž i kanalizace a zavedeno dálkové vytápění. V roce 2000 vznikl v lokalitě Inota také areál s větrnými elektrárnami.
V roce 1997 se od Várpaloty odtrhla vesnice Pétfürdő.

## Kultura a pamětihodnosti
Hlavním objektem významným z historického hlediska je Várpalotský hrad (maďarsky Várpalotai vár, někdy také Thury vár), který vznik v závěru 14. století a dnes slouží jako muzeum chemie.
Nedaleko města se nachází pozůstatky hradu s názvem Bátorkő, hrad byl postaven nejspíše ve 13. až 14. století.

## Doprava
Jižně od města prochází železniční trať a silniční obchvat (silnice č. 8). 

## Partnerská města
- Fermo, Itálie
- Borgo San Lorenzo, Itálie
- Grottazzolina, Itálie
- Sant'Elpidio a Mare, Itálie
- Kremnica, Slovensko
- Petroşani, Rumunsko
- Slovenj Gradec Slovinsko
- Wolfsberg Rakousko
- Czeladź, Polsko
- Gazipaşa, Turecko

## Rodáci
- Tibor Nyilasi (18. leden 1955) – bývalý maďarský fotbalista.